# Rbb24
rbb24 (trước đây gọi là "rbb AKTUELL") là một chương trình tin tức hàng ngày trên rbb Fernsehen với báo cáo từ các bang Berlin và Brandenburg. Chương trình phát sóng một phần bổ sung cho hàng ngày lúc 19:30 Uhr đã phát sóng các chương trình như: Abendschau và Brandenburg aktuell. Phát sóng vào ngày 29 tháng 4 năm 2004. Mặt khác, rbb24 là tên trang web của rbb (tên đầy đủ: Rundfunk Berlin-Brandenburg), một phần của ARD Mediathek và cung cấp thông tin cho các video, trực tiếp, tin tức và nội dung đa phương tiện truy cập miễn phí.